# Polydactylus luparensis
Polydactylus luparensis és una espècie de peix pertanyent a la família dels polinèmids.

## Descripció
- Pot arribar a fer 72 cm de llargària màxima.
- 9 espines i 13 radis tous a l'aleta dorsal i 3 espines i 11 radis tous a l'anal.[4][5]

## Hàbitat
És un peix d'aigua dolça, pelàgic i de clima tropical (1°N-2°N, 111°E-112°E) que viu entre 3 i 5 m de fondària.

## Distribució geogràfica
Es troba a la desembocadura del riu Batang Lupar (Borneo, Malàisia).

## Observacions
És inofensiu per als humans.